# La Ferrière, Isère
La Ferrière är en kommun i departementet Isère i regionen Auvergne-Rhône-Alpes i sydöstra Frankrike. Kommunen ligger i kantonen Allevard som tillhör arrondissementet Grenoble. År 2018 hade La Ferrière 229 invånare.

## Befolkningsutveckling
Antalet invånare i kommunen La Ferrière
Referens:INSEE